# Игры стран СНГ 2025
III Игры стран СНГ (az. III MDB Oyunları) — третьи по счету Игры СНГ, которые пройдут в сентябре — октябре 2025 года в 8 городах Азербайджана. На июль 2025 года подтвердили участие в играх 1846 спортсменов из 8 стран.

## Общие сведения
III Игры СНГ пройдут в 2025 году в Гяндже, которая получила статус «Спортивной столицы Содружества Независимых Государств», а также в шести других городах страны. Дворец спорта в Гяндже был открыт в апреле 2024 года. Соревнования запланированы на период с 28 сентября по 8 октября и включают 23 вида спорта. Восемь из них пройдут в Гяндже, четыре — в Мингечевире, четыре — в Габале, три — в Шеки, два — в Гёйгёле, по одному — в Евлахе и Ханкенди. Помимо команд из стран СНГ, ожидается участие спортсменов из других государств по приглашению правительства Азербайджана.
Будет разыграно 246 комплектов медалей. Наибольшее количество (40 комплектов) медалей будет разыграно в плавании.
Соревнования пройдут на 12 спортивных объектах.
Официальный талисман игр — кавказские леопарды Бебир и Лейла.
Церемонии открытия и закрытия пройдут на Гянджинском центральном городском стадионе.

## Города проведения
- Гянджа
- Мингячевир
- Габала
- Шеки
- Гёйгёль
- Евлах
- Ханкенди
- Баку

## Страны-участницы
К 15 июля 2025 года своё участие в Играх подтвердили 1846 спортсменов из 8 стран стран:
1. Азербайджан (349 спортсменов)
2. Беларусь (255 спортсменов)
3. Казахстан (259 спортсменов)
4. Кыргызстан (85 спортсменов)
5. Россия (263 спортсмена)
6. Узбекистан (257 спортсменов)
7. Таджикистан (202 спортсмена)
8. Туркменистан (170 спортсменов)

Планируется также участие 2 666 членов делегаций.

## Виды спорта
Соревнования пройдут по 23 видам спорта:
| №  | Вид спорта                  | Место проведения                            |
| -- | --------------------------- | ------------------------------------------- |
| 1  | Академическая гребля        | Олимпийский центр «Кюр», Мингечевир         |
| 2  | Каноэ                       | Олимпийский центр «Кюр», Мингечевир         |
| 3  | Футбол (U-16)               | Габалинский городской стадион               |
| 4  | Баскетбол 3х3               | Гянджа                                      |
| 5  | Волейбол                    | Гянджинский дворец спорта                   |
| 6  | Спортивная борьба (мужчины) | Гянджинский олимпийский спортивный комплекс |
| 7  | Спортивная борьба (женщины) | Гянджинский олимпийский спортивный комплекс |
| 8  | Греко-римская борьба        | Гянджинский олимпийский спортивный комплекс |
| 9  | Бокс                        | Евлахский олимпийский спортивный комплекс   |
| 10 | Дзюдо                       | Гёйгёльский олимпийский спортивный комплекс |
| 11 | Тхэквондо                   | Олимпийский центр «Кюр», Мингечевир         |
| 12 | Карате                      | Олимпийский центр «Кюр», Мингечевир         |
| 13 | Самбо                       | Гёйгёльский олимпийский спортивный комплекс |
| 14 | Плавание                    | Гянджинский дворец спорта                   |
| 15 | Човган                      | Шекинский городской стадион                 |
| 16 | Фехтование                  | Гянджинский дворец спорта                   |
| 17 | Пулевая стрельба            | Гянджинский дворец спорта                   |
| 18 | Стендовая стрельба          | Стрелковый клуб Габалы                      |
| 19 | Стрельба из лука            | Городской стадион Ханкенди                  |
| 20 | Прыжки на батуте            | Шекинский олимпийский спортивный комплекс   |
| 21 | Художественная гимнастика   | Шекинский олимпийский спортивный комплекс   |
| 22 | Бадминтон                   | Габалинский олимпийский спортивный комплекс |
| 23 | Настольный теннис           | Габалинский олимпийский спортивный комплекс |

## Соревнования
На 15 мая 2025 года для участия в играх зарегистрировались 1 659 спортсменов. Также прошли регистрацию 2 385 членов спортивных делегаций.